# Jevaughn Powell
Jevaughn Powell (* 19. November 2000 in Clarendon Parish) ist ein jamaikanischer Sprinter, der sich auf den 400-Meter-Lauf spezialisiert hat.

## Sportliche Laufbahn
Erste internationale Erfahrungen sammelte Jevaughn Powell bei den CARIFTA-Games 2017 in Willemstad, bei denen er in 39,97 s die Goldmedaille mit der jamaikanischen 4-mal-100-Meter-Staffel in der U18-Altersklasse gewann. 2020 begann er ein Studium an der University of Texas at El Paso in den Vereinigten Staaten und 2021 siegte er in 42,07 s mit der Staffel bei den U23-NACAC-Meisterschaften in San José. Zudem gewann er in 20,83 s die Silbermedaille im 200-Meter-Lauf hinter dem Dominikaner Alexander Ogando. Im Jahr darauf schied er bei den Weltmeisterschaften in Eugene mit 46,42 s in der ersten Runde im 400-Meter-Lauf aus und gewann mit der 4-mal-400-Meter-Staffel mit 2:58,58 min im Finale gemeinsam mit Akeem Bloomfield, Nathon Allen und Christopher Taylor die Silbermedaille hinter dem Team aus den Vereinigten Staaten. Daraufhin schied er bei den Commonwealth Games in Birmingham mit 46,40 s im Halbfinale aus. 2023 wurde er NCAA-Collegemeister in der 4-mal-400-Meter-Staffel und im August verhalf er der Staffel bei den Weltmeisterschaften in Budapest zum Finaleinzug. Im Jahr darauf nahm er an den Olympischen Sommerspielen in Paris teil und schied dort mit 44,91 s im Halbfinale aus. 
2022 wurde Powell jamaikanischer Meister im 400-Meter-Lauf.

## Persönliche Bestzeiten
- 200 Meter: 20,21 s (+0,3 m/s), 19. Juli 2024 in Gainesville
- 400 Meter: 44,54 s, 7. Juni 2024 in Eugene
  - 400 Meter (Halle): 45,35 s, 23. Februar 2024 in Fayetteville